# أصل اللغة

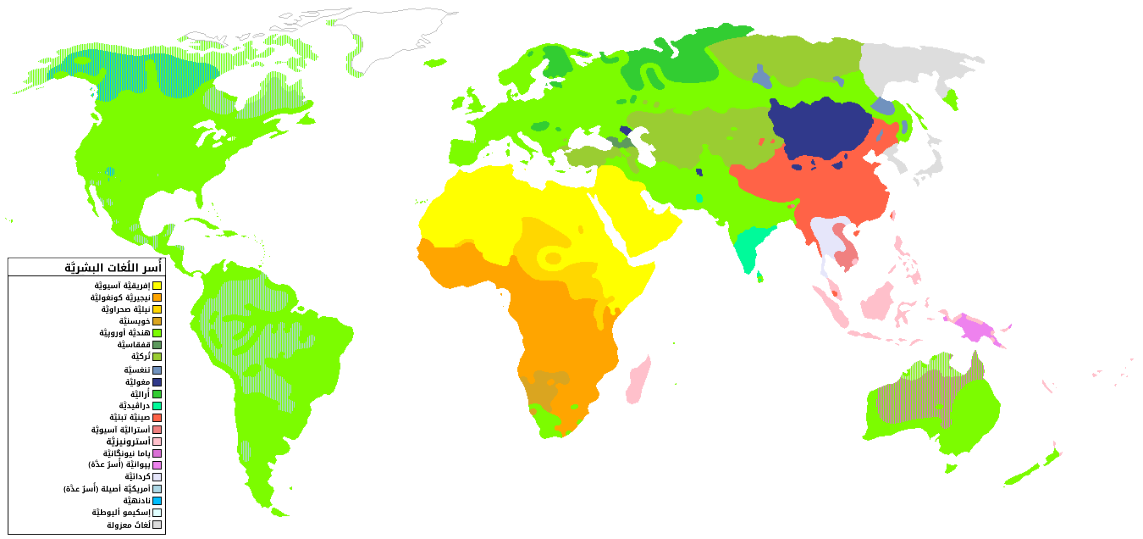

أصل اللغة هو موضع بحث ونقاش منذ قرون وإلى الآن الآراء غير متفقة حول الأصل الفعلي أو عمره، فانعدام الدليل الواضح والمباشر سبب صعوبة دراسة هذا الموضوع، حيث يستحيل العثور على اللغات في شكل أحافير كما هو حال الأشياء الملموسة الأخرى، وبناءً على ذلك يجب على كل من ينوي دراسة أصل اللغة أن يستخلص الاستنتاجات من أنواع أخرى من الأدلة كسجل الأحافير والأدلة الأثرية وأيضا من التنوع اللغوي المعاصر ومن دراسات اكتساب اللغة أو المقارنات بين لغات البشر ونظم التواصل بين الحيوانات، خصوصاً الرئيسيات.
ولكن ثمة اتفاق عام بأن أصل اللغة متصل بشكل قوي بأصل سلوك الإنسان الحديث، والاتفاق بسيط حول الآثار المباشرة بشأن هذا الصدد.
وقد أدت محدودية الأدلة التجريبية بالباحثين لتصنيف كامل للموضوع بأنه غير صالح للدراسة الجادة. في عام 1866م حظرت جمعية باريس اللغوية (Linguistic Society of Paris) المناقشة في هذا الموضوع فتأثر العالم الغربي بهذا الموضوع حتى نهايات القرن العشرين. في الوقت الحالي، يوجد عدد هائل من الفرضيات عن كيف، لماذا، متى، وأين ظهرت اللغات لأول مرة. قد يبدو في بادئ الأمر أن هناك اتفاقاً أكثر مما كان عليه الموضوع قبل مئة عام، عندما أثيرت موجة من التكهنات حول موضوع اللغة بعد أن نشر تشارلز داروين نظريته حول التطور بواسطة الانتقاء الطبيعي. مع ذلك منذ بداية التسعينيات حاول العديد من اللغويين وعلماء الآثار وعلماء النفس وعلماء الإنسان (الأنثروبولوجيا) استخدام أساليب جديدة لما قد يكون «أصعب مشكلة في العلم» 

## النظريات
يمكن تقسيم نظريات أصل اللغة تبعا للافتراضات التي تقوم عليها.

### نظريات الاستمرارية
تستند «نظريات الاستمرارية» على فكرة أن اللغة معقدة جداً بحيث لا يستطيع أحد تخيل أنها نشأت في شكلها النهائي من لا شيء، لا بد أن تكون قد نشأت من أنظمة غير لغوية سابقة استخدمها أسلافنا الأولين.

### نظريات الانقطاع
تستند «نظريات الانقطاع» على فكرة معاكسة، وهي أن اللغة سمة فريدة، بحيث لا يمكن مقارنتها بأي شيء وُجد بين غير البشر، وعليه فإن اللغة تكون قد ظهرت فجأة أثناء مرحلة تطور الإنسان. يوجد تباين آخر بين النظريات التي ترى أن اللغة ملكة فطرية مشفرة وراثياُ إلى حد كبير، وبين تلك التي ترى أن اللغة في الأساس نظام ثقافي، بحيث يمكن تعلّمها من خلال التفاعل الاجتماعي.
نعوم تشومسكي هو أحد الدعاة البارزين لنظرية الانقطاع، ويقول أن تحولا عرضي واحد (طفرة) حدث لفرد منذ مائة ألف سنة تقريباً، مما أثار الظهور الفوري للقدرة على اكتساب اللغة (مكون من مكونات الدماغ) بصورة «مثالية» أو «قريبة من المثالية». يجري النقاش الفلسفي، باختصار، كالتالي:
- أولاَ: مما هو معروف عن النشوء فإن أي تغير بيولوجي لكائن حي ينشأ عن تغير وراثي عشوائي في فرد واحد وهذا التغير ينتشر من خلال مجموعته التكاثرية.
- ثانياً: من وجهة نظر حسابية: التغيير الوحيد اللازم كان القدرة المعرفية لبناء وتجهيز المعطيات المتكررة في العقل (ميزة «اللانهائية المتمايزة» التي يبدو أن العقل الإنساني ينفرد بها). يرى تشومسكي أن هذا التغيير الجيني الذي منح عقل الإنسان ميزة اللانهائية المتمايزة يساوي بشكل أساسي الانتقال السريع من القدرة على العد حتى N (حيث هو رقم ثابت) إلى القدرة على العد إلى ما لانهاية (بمعنى، إذا كان من الممكن بناءN فالشيء نفسه يمكن أن يحدث مع N+1) ويترتب على هذه التأكيدات أن تطور القدرة البشرية على اكتساب اللغة هي قدرة فجائية حيث أنه من رؤية منطقية لا توجد وسيلة للانتقال التدريجي من عقل قادر على العد حتى رقم ثابت إلى عقل قادر على العد إلى ما لانهاية. الصورة إذن هي أن تكوين القدرة على اكتساب اللغة أقرب إلى تكوين الكريستال، اللانهائية المتمايزة هي بذرة كريستال في عقل أولي متخم على وشك التطور إلى عقل بشري بواسطة قانون فيزيائي، عقل صغير لكن قوي، حجر أساس تمت إضافته عن طريق التطور.[6][7]

لا زالت نظريات الاستمرارية مقبولة عند غالبية العُلماء لفهم تطور اللغة، رغم اختلافهم بكيفية هذا التطور، وبين أولئك العُلماء الذين يرون أن تطور اللغة هو تطور فطري -العالم ستيفن بينكرSteven Pinker - الذي يستبعد التخمين وجود أسلاف معينة في «الرئيسيات» من غير الإنسان، مؤكدًا ببساطة أن اللغة تطورت تطورًا تدريجيًا. وآخرون من نفس هذا الفكر الثقافي- مثل العالم ايبي يوباك Ib Ulbæk  - يرجحون بأن اللغة لم تتطور من التواصل الرئيسيات بل من الإدراك عند الرئيسيات، الأمر الذي يُعتبر أكثر تعقيدًا. كما أن هناك من يرى بأن اللغة أداة تواصل وتعلم اجتماعية مثل مايكل توماسيلو Michael Tomasello الذي يعتقد بأن مظاهر التطور اللغوي أتت من قدرة لإدراك عند الرئيسيات في مراقبة عملية التواصل بين الرئيسيات، وهذه في الغالب كانت إيمائية وليس عن طريق الصوت، وفيما يخص الكلام تظهر أهمية الصوت لدى عُلماء النظريات بأن تطور اللغة يرجع أصله لقدرة البشر في وقت مبكر على الغناء.
تجاوزًا للانقسام حول نظريات الانقطاع ونظريات الاستمرارية يرى بعض العلماء أن ظهور اللغة كنتيجة للتحول الاجتماعي بإحداث مستويات جديدة من الثقة في العامة، وبتحرير إمكانيات لغوية لم تكن موجودة مُسبقا ً، نظرية الطور المشترك الشعائري الكلامي مثال على هذا المنهج'. العلماء في هذا الفكر الثقافي يشيرون إلى حقيقة بأن الشمبانزي والبابون لهم قدرات رمزية كامنة رغم ندرة استعمالهما لها. اعتراضًا على فكرة الطفرة المفاجئة، يجادل هؤلاء المؤلفون أنه حتى لو كانت الطفرة الصدفة هي تثبيت عضو لغوي في الرئيسيات المتطورة التي تسير على قدمين، فستكون عديمة الفائدة على نحو تكيفي في جميع الظروف الاجتماعية المعروفة للرئيسيات، إذ يجب أن تكون بنية اجتماعية محددة للغاية - بنية قادرة على الحفاظ على مستويات عالية بشكل غير عادي من المسؤولية والثقة العامة - قد تطورت قبل أو بالتزامن مع اللغة لجعل الاعتماد على «الإشارات البسيطة» (الكلمات) استراتيجية مستقرة تطوريًا.
ظهور اللغة حدث في ما قبل التاريخ الإنساني، والتطورات التي لها علاقة بموضوع نشأة اللغة لم تترك آي آثار مُباشرة، ولا يمكن ملاحظة أي عمليات مشابهة هذا اليوم. وعلى الرغم من هذا، ظهور لغات إشارات جديدة في العصور الحديثة، - إشارة نيكاراغوا اللغوية على سبيل المثال - قد يقدم تصورات عن المراحل التطويرية والعمليات الإبداعية ذات الصلة، وفي نهج آخر ستفحص أحافير بشرية قديمة من أجل رؤية آثار التكيف البدني في استعمال اللغة. في بعض الحالات يمكن أن يُستعاد الحمض النووي الصبغي للبشر المنقرضين، لبحث وجود أو انعدام الجينات ذات الصلة باللغة مثل جينات FOXP2 التي تعتبر غنية بالمعلومات المُفيدة. كذلك يقدم علم الآثار قرائن متعددة يستخلصها من السلوك الرمزي مثل ممارسة الشعائر المتكررة والتي تخلف أثرًا يمكن للآثريين رصده وتوثيقه، مثل تعدين وتعديل أصباغ المغرة، لطلي الأجساد والرسم على الصخور، وتستخدم هذه القرائن كحجج نظرية لتسويغ وجود الرمزية بعامة ً والانتقال منها إلى اللغات خاصة ً.
تمتد الفترة الزمنية المستغرقة لتطور اللغة ومتطلباتها التشريحية من حيث المبدأ على أقل منذ فترة الافتراق التطوري للسلالات الهومو (2.3 إلى 2.4 مليون سنة مضت)، عن جنس الشامبازيات (5 إلى 6 ملايين سنة مضت) حتى الظهور الجلي للسلوك اللغوي الحديث منذ ما يقارب 50 ألف إلى 150 ألف سنة.
وبالرغم من أن بعض الأراء تجادل بأن الاسترالوبيتكس ربما افتقر إلى تواصل صوتي معقد أكثر مما لدى القردة العليا بشكل عام  فإن أقوال العلماء تختلف فيما يتعلق بالتطور منذ ظهور الهومو أي ما يقارب 2.5 مليون سنة، فيرى بعض العلماء أن بداية تطور هيكلية شبيهة بالغة الأولية (prot-language) كانت مبكرة إذ أنها زامنت ظهور الإنسان الماهر (2.1 إلى 1.5 مليون سنة مضت)، والبعض الآخر يرى أن تطور الاتصالات الرمزية بدأت مع ظهور الإنسان المنتصب منذ 1.8 مليون سنة، أو مع تطور إنسان هايدلبيرغ منذ 600 ألف سنة مضت، أما نمو اللغة المناسبة لالإنسان العاقل كانت في أقل من 200 ألف سنة مضت.
باستخدام الأساليب الإحصائية لتقدير الوقت اللازم لتحقيق الانتشار الحالي والتنوع في اللغات الحديثة ناقش نيكولاس Johanna Nicholas وهو لغوي في جامعة كاليفورنيا في بريكلي، في عام 1998 م أن التنوع في اللغات الصوتية عند الجنس البشري يجب أن يكون قد بدأ على الأقل منذ 100 ألف سنة. وتقدم التحليلات الحديثة في مجال اللغويات دعم قوي بأن استخدام التنوع الصوتي قد ظهر في وقت مقارب لتقديرات نيكولاس. التقديرات من هذا النوع ليست مقبولة علميًا لكن يدعهما تظافر القرائن في الأبحاث الجينية أو الدلالات الأثرية أو التاريخية وأدلة أخرى كثيرة تشير إلى أن اللغة نشأت في مكان ما في جنوب الصحراء الكبرى الأفريقية في منتصف العصر الحجري، والتي تتزامن مع الفترة التي نشأ فيها الإنسان العاقل.
يوافق اللغويين على أنه لا يوجد هناك لغة بدائية (Primitive language) بخلاف اللغة البسيطة (Pidgins): وأن جميع اللغات المتحدثة من قبل المجموعات البشرية الحديثة ذات دلالات تعبيرية متماثلة، على الرغم من أن هناك بعض الدراسات الحديثة توصلت إلى أن التعقيدات اللغوية تختلف في اللغة ذاتها وتختلف في مابين اللغات الأخرى على مر التاريخ.

## فرضيات أصل اللغة
بداية الفرضيات
في عام 1861م نشر عالم اللغة ماكس مولر قائمة نظريات افتراضية مختصة بأصول اللغة المحكية:
- بو-وأو (Bow-wow): نظرية بو واو ما تعرف بالوقواق (cuckoo) نسبها مولر للفيلسوف الألماني يوهان جوتفريد هردر، الذي افترض أن الكلام هو تقليد لأصوات الحيوانات والطيور.
- فو-فو (Phoo-phoo): نظرية فو-فو افترضت أن الكلام يمثل التراكمات العاطفية والصوت يعبر عنها وذلك نتيجة ألم، سرور، أو مفاجأة... وما إلى ذلك.
- دينغ-دونغ (Ding-dong): مولر هو الذي سمى هذه النظرية، وتفترض نظرية دينغ-دونغ أن لكل شيء صدى تذبذب طبيعي، وأن الكلام الإنسان القديم هو ترديد لهذه الأصوات.
- يو-هي-هو (Yo-he-ho): هذه النظرية افترضت أن نشأة اللغة هو نتيجة لعمل مجموعة إيقاعات متداخلة، وذلك بالتوافق مع المجهود العضلي الذي ينتج الأصوات. مثل التنهد المتكرر مع الصوت ho.
- تا-تا (Ta-ta): هذه النظرية لم تعرض في قائمة مولر، وقد اُفترضت من قبل ريتشارد باجيت [37] عام 1930م. افترض أن الكلام هو عبارة عن حركات اللسان ونتيجة لتكرار الحركة يصبح الصوت مسموعًا.

أغلب العلماء في الوقت الحالي انتقدوا النظريات السابقة مع الإقرار بأنها ليست جميعها خاطئة، سبب انتقادهم أنها تقدم الأفكار بطريقة ساخرة وساذجة. مشكلة تلك النظريات أنها تكاد تكون آلية لأن أغلبها افترض أن الإنسان البدائي عثر على طريقة ربط عبقرية ومناسبة بين الأصوات والمعاني وعليه نشأت اللغة بشكل تلقائي وتطورت.
مشاكل الموثوقية والخداع
من وجهة نظر نظرية الإشارات، العائق الرئيسي الذي يقف وراء أمام الاتصالات شبه اللغوية في الطبيعة ليست عوائق ميكانيكية. بل هي حقيقة أن الرموز – الربط الاعتباطي للأصوات أو أي صيغة أخرى تحمل المعنى – غير موثوقة وربما تكون خاطئة. مثلما يقول المثل «الكلام رخيص». لم تكن مشكلة الموثوقية ملحوظة على الإطلاق من داروين ومولر أو غيرهم من أصحاب نظرية التطور الأوائل.
تُعد إشارات الحيوان الصوتية موثوقة بشكل جوهري، فعندما تموء القطة يكون مواؤها دليلاً مباشرا ًعلى حالة الرضا عندها، وباستطاعتنا أن نثق بتلك الإشارة ليس لكون القطة صادقة وموثوقة بل لأن القطة لا تستطيع افتعال ذلك الصوت. أصوات «الرئيسيات» قد تكون أكثر تلاعباً. لكن مازال باستطاعتنا الاعتماد عليها لنفس السبب – لأن تزييف وافتعال الصوت صعب. حياة الرئيسيات الاجتماعية حياة انتهازية –تصب في خدمة المصالح الذاتية من غير وازع أخلاقي. فالقردة تحاول عادة خداع بعضها البعض، بينما تكون في الوقت نفسه حذرة من الانخداع من غيرها. وبالنقيض، فإن مقاومة الرئيسيات للخداع هو ما يمنع تطور نظم الاتصال بينهم في مسار تطور باتجاه تكوين لغة، ولأن أفضل طرق مقاومة الخداع هو تجاهل جميع الإشارات عدا تلك التي يمكن التحقق منها على الفور. والكلمات تفشل في هكذا اختبار.
الكلمات عادة سهلة التزييف، وإذا حدث وأن كانت الكلمات مزيفة، عادة ما تكون ردة فعل المستمعون الميل إلى تجاهلها لصالح الإشارات التي يصعب تزييفها . فحتى تعمل اللغة بشكل جيد يجب على المستمعين أن يكونوا واثقين بأن أولئك الذين يتحدثون لهم صادقين فيما يقولون. وهناك ميزة خاصة في اللغة ألا وهي «انزياح المرجع» أي ما تحيل له الكلمات ليس بالضرورة أن يكون في أثناء الكلام أو الحدث الذي يجري الكلام عنه قد يكون في الماضي أو مكان آخر وبالتي تعني أن المرجع لموضوع ما خارج الوضع الحالي. تمنع هذه الصفة التأكيد بشكل قطعي أن الكلام يحيل بالضرورة إلى هنا والآن .لهذا السبب، تفترض اللغة مسبقًا مستويات عالية نسبيًا من الثقة المتبادلة من أجل أن تصبح مع مرور الوقت استراتيجية مستقرة تطوريًا. يولد هذا الاستقرار ثقة متبادلة طويلة الأمد وهو ما يمنح اللغة سلطتها.. نظرية أصل اللغة يجب أن تشرح سبب بداية وثوق الإنسان بالإشارات غير الموثوقة بعكس بقية الحيوانات التي لم تستطع فعل ذلك. (انظر نظرية الإشارات)

### فرضية «لغة الأمهات»
قدمت فرضية لغة الأمهات في عام 2004 على أنها حل متوقع للمشكلات أعلاه. واقترح فيتش W. Tecumseh Fitch أن المبدأ الدارويني المسمى «ااصطفاء القرابة»  – تلاقي المصالح الوراثية بين الأقارب – قد يكون جزءً من الإجابة. يقترح فيتش أن تكون جميع اللغات كانت في الأساس «لغة أمهات». إذا تطورت اللغة بداية على أنها لغة للتواصل بين الأمهات وذرياتهن، وقد تتطور لاحقا ً لتشمل أقربائهن البالغين، فإن مصالح المتحدثين والمستمعين قد تميل إلى التوافق. يجادل فيتش بأن المصالح الجينية المشتركة كانت ستؤدي إلى ثقة وتعمل كافيين بإشارات غير موثوقة جوهريًا (كلمات) لتصبح مقبولة وجديرة بالثقة، وبالتالي تبدأ في التطور للمرة الأولى.
يشير الناقدون لهذه النظرية على أن «اصطفاء القرابة» ليس مميزا ً لبني البشر. فأمات القردة مثلا ً يتشاركون بالجينات مع ذرياتهن. وكذلك جميع الحيوانات، فلماذا يكون الإنسان الكائن الوحيد القادر على الكلام ؟ علاوة على ذلك، من الصعب تصديق أن الإنسان البدائي حصر الاتصالات اللغوية على القرابة الجينية: فزواج الأقارب من المحرمات ويجب إجبار الرجال والنساء على التفاعل والتواصل مع غير الأقرباء. فلذلك حتى لو قبلنا مبدئ فيتش الأولي، فافتراض أن اللغة الأم تتفرع من الأقرباء إلى غير الأقرباء يبقى غير مبرر.

### فرضية «الإيثار الإجباري المتبادل»
استدعى أولبيك Ib Ulbæk  مبدأً آخر من مبادئ داروين الأساسية، هو «الإيثار المتبادل»  ليشرح المستويات العالية وغير الاعتيادية من الصدق المتعمد التي تتطلبها اللغة لكي تتطور. يمكن التعبير عن 'الإيثار المتبادل' مبدئياً بقولنا: إذا حككتَ ظهري حككتُ ظهرك. وذلك يعني في الاصطلاح اللغوي: إذا حدثتني بصراحةٍ، حدثتك بصراحة. الإيثار المتبادل الدارويني الاعتيادي الذي أشار إليه أولبيك هو علاقة تنشأ بين أفراد يتفاعل بعضهم ببعض بشكل دوري. على الرغم من ذلك، ولكي تسود اللغة في المجتمع كله، كانت الحاجةُ أن تفرض المعاملة بالمثل اللازمة على الجميع بدلاً عن أن يترك ذلك لاختيار الفرد. وخلص أوبيك إلى أن تطور اللغة يقتضي أن المجتمعات البدائية لابد أن تكون قد خضعت للتنظيم الأخلاقي. أشار النقاد إلى فشل هذه النظرية في شرح متى وكيفَ ولمَ ومن الذي قد استطاع فرض 'الإيثار الإجباري المتبادل'. قُدمت العديدُ من المقترحات لمعالجة هذا القصور في النظرية. أحد الانتقادات اللاحقة نص على أن اللغة لا تتطلب السير على قواعد الإيثار المتبادل على أي حال. إن البشر في المجموعات المتحاورة لا يخصصون تقديم المعلومات للمستمعين المستعدين لتقديم معلومات قيمة في المقابل. على العكس تماماً، تبدو لديهم الرغبة في الترويج لما يمتلكون من معلومات متعلقة اجتماعياً للعالم، ونشرها لأي شخص قد يستمعُ دون التفكير في مقابل.

### نظرية «الثرثرة والاستمالة»
الثرثرة وفقا لروبن دونبر Robin Dunbar ، تقوم في حياة مجموعة من البشر مقام التواصل الملموس لدى القردة، فهي تسمح للأفراد أن يعنون بعلاقاتهم وأن يحافظوا على حلفائهم على مبدأ «إذا قمت بالتربيت على كتفي سأقوم بالتربيت على كتفك»، ونحن ككائنات بشرية نعيش في مجموعات اجتماعية أكبر وأكبر، لذا فإن مهمة إظهار التعاطف والاهتمام بالتربيت على الكتف أو بملامسة كل أصدقاء ومعارف الشخص أصبحت تستغرق وقتا طويلا ولكون هذا الحل غير متاح لمواجهة هذه المشكلة قام الإنسان بابتكار طريقة للتواصل أرخص وذات كفاءة عالية وهي «التواصل الصوتي». للمحافظة على سعادة حلفائك تحتاج الآن فقط لمواساتهم وإظهار التعاطف معهم من خلال أصوات متدنية التكلفة، خادما بذلك عدة حلفاء في نفس الوقت وبالمحافظة على كلتا يديك متفرغتين للقيام بمهام أخرى. بعد ذلك تطور ذلك التواصل الصوتي بشكل تدريجي إلى لغة منطوقة - في البداية على شكل ثرثرة. ويبدو أن فرضية دونبر مدعومة بحقيقة أن بنية اللغة تُظهر تكيفات مع وظيفة السرد بشكل عام.
يشير منتقدو هذه النظرية إلى أن فعالية «الاستمالة الصوتية» وحقيقة أن الكلمات رخيصة جدًا، من شأنها أن تقوض قدرتها على إظهار الالتزام من النوع الذي تنقله الاستمالة اليدوية المكلفة للوقت والجهد.، وهناك انتقاد آخر هو أن النظرية لا تقدم شيئًا لتفسير الانتقال الحاسم من الاستمالة الصوتية - إنتاج أصوات ممتعة ولكن لا معنى لها - إلى التعقيدات المعرفية للكلام النحوي.

### التطور المشترك للشعائر/الكلام
اقترح نظرية التطور المشترك للشعائر/الكلام في الأصل عالم الأنثروبولوجيا الاجتماعية المتميز رابابورت Roy Rappaport  وذلك قبل أن يفصلها علماء آخرين مثل، نايت Chris Knight . ولويس Jerome Lewis. واينفيلد Nick Enfield . وباوير Camilla Power . وواتس Ian Watts . وكان عالم الإدراك والمهندس ستيل Luc Steels من أبرز مؤيدي هذا النهج كذلك العالم الأنثروبولوجي والبيولوجي وعالم الأعصاب تيرينس ديكون.
يجادل هؤلاء العلماء أنه لا يمكن وجود شيء مثل «نظرية أصول اللغة» وذلك لأن اللغة أحد الجوانب الداخلية لشيء أوسع بكثير هو الثقافة الرمزية البشرية ككل. ولقد باءت محاولات شرح ماهية اللغة بشكل منفصل وبعيدا عن هذا السياق الواسع بالفشل الذريع، وبرر هؤلاء العلماء السبب بأن المحاولات كانت تناول مشكلة لا حل لها، فهل يمكن للمؤرخين محاولة تفسير ظهور بطاقات الائتمان بشكل مستقل وبعيداً عن منظومتها الضخمة التي هي جزء منه؟ فهذه لا يمكن فهمها أو وصفها بدون التطرق إلى المصارف والحسابات المصرفية وشبكة المعلومات الإنترنت وأجهزة الحاسوب وغيرها الكثير، فلا يمكننا فهم جزئية صغيرة ضمن منظومة متكاملة مجهولة لنا. فبهذا، لا يمكن للغة أن توجد خارج المؤسسات والآليات الاجتماعية.
```
كتب روي ربابورت «الكذب وبدائله، كامنين في اللغة... أن المشاكل تثار في أي مجتمع يتأسس هيكله على اللغة، وهذا يعني جميع المجتمعات البشرية، وعلى ذلك جادلت أنه إن كان لا بد من وجود الكلمات، فإنه لا بد من توطيد الكلمة، والكلمة توطد بالثبات 
الشعائري
» كتاب علم البيئة ومعنى الدين. روي ربابورت. أصدر سنة 
1979
 .
[
65
]
```

دعاة هذه المدرسة أشاروا إلى أن الكلمات ليست مهمة، كما الهلوسة، لا يمكن الاعتماد عليها. فمثلا، لو استخدمت هذه الكلمات من قبل أذكى الحيوانات في البرية، لن يكون لها معنى على الإطلاق. فان ما يحمل معنى في كلامنا ليست الكلمات، إنما هي التي تعبر عن عواطفنا ومشاعرنا ولا يمكن أن تكون مزيفة.
فاللغة تتكون من مجموعة تباينات رقمية لا قيمة لها. كما تقاليدنا الاجتماعية، تكون نقية فقط عندما تكون شعائر جماعية. يمارسها المجتمع ككل أو أغلبيته فتحافظ بذلك على نقاوتها. لهذا، فان المهمة التي تواجه الباحثين عن أصل اللغة أصعب مما يخال لنا لأنها تنطوي على بحث تطور الإنسان وبيئته منذ الأزل، واللغة فيه عنصر مهم ولكن فرعي ظهر نتيجة سلسلة متكاملة من التطورات التي نجهل كثيراً منها.
نعوم تشومسكي هو أحد منتقدي هذه الفرضية، إذ قال أنها أفكار «غير موجودة»، يعد هذا حرمان اللغة من دراستها واعتبارها أحد العلوم الطبيعية . يقدم تشومسكي نظرية تقول «ظهرت اللغة بمجرد لحظة وظروف مثالية»  مما دفع منتقديه بالرد عليه والقول أن المعجزات وحدها التي يمكنها القيام بذلك. ولا يزال هذا الجدل مفتوحاً إلى الآن.

### النظريةالإيمائية
تنص النظرية الإيمائية على أن لغة الإنسان تطورت من الإيماءات التي كانت تستخدم للاتصالات البسيطة .الدلائل التي تدعم هذه النظرية نوعان:
1. اللغة الإيمائية واللغة الصوتية تعتمد على أنظمة عصبية مماثلة. المناطق الموجودة على قشرة الدماغ هي المسؤولة عن حركات اليد والفم والحدود فيما بينها.
2. غير البشر مثل القرود تستطيع استخدام الإيماءات والرموز على الأقل في الاتصالات البدائية، وبعض من إيماءتها تشبه البشر مثل (وضعية التسول) بوضع اليدين ممدودة، والتي تتشاركها البشر مع الشامبانزي.[69]

وجد الباحثون دعما قويا لفكرة أن اللغة اللفظية ولغة الإشارة تعتمد على تراكيب عصبية متشابهة. المرضى الذين يستخدمون لغة الإشارة ويعانون من تلف فص الدماغ الأيسر شوهد أن نفس الاضطرابات مع لغة الإشارة الخاصة بهم كما مرضى الصوت يفعلون مع لغتهم عن طريق الفم. وباحثون آخرون وجدوا أن نفس مناطق نصف الدماغ الأيسر تكون نشطة أثناء لغة الإشارة وأثناء استخدام اللغة الصوتية أو المكتوبة.
السؤال المهم لكل النظريات الإيمائية هو ما سبب تحولهم من الإيماءات إلى اللغة الصوتية والنطق. وقد اقترحت تفسيرات مختلفة :
- أن أجدادنا بدؤوا باستخدام الكثير والكثير من الأدوات، والمعنى أن أيديهم احتلت وانشغلت ولم يعد باستطاعتهم استخدامها للإيماءات والإشارات.[72]
- الإيماءات اليدوية تتطلب أن يكون كلا من المتكلم والمستمع مرئيين ومشاهدين لبعضهم البعض في كثير من الحالات. ربما احتاجوا إلى التواصل حتى بدون الاتصال المرئي ومشاهدة بعضهم. على سبيل المثال حينما يحل الظلام أو عندما تعوق أوراق الشجر عنهم الرؤيا.
- ثمة فرضية مركبة تقول أن اللغة الأوليّة (للإنسان) أخذت في وقت مبكر في جزء منها شكل الإيماءات (الجسدية) وفي في جزء آخر شكل المحاكاة الصوتية (أي: اللغة الإيمائية المتمثلة في ثنائية الغناء-الرقص) مع الجمع بين طرائقها، وذلك لأن كل الإشارات (مثل تلك التي أظهرتها فصائل القردة المختلفة) لا تزال تحتاج لأن تكون مكلفة لتصبح أكثر اقناعا بشكل جوهري. وفي هذه الحالة ستزداد الحاجة لكل شاشة عرض متعددة الوسائط ليس فقط لإزالة الغموض عن معنى الإشارات ولكن أيضاً أن تمنحنا الثقة بمدى دقة كل إشارة. ما تقترحه الفرضية هو أنه فقط عندما دخل التفاهم التعاقدي حيز النفاذ على مستوى المجتمع فإن الثقة في النوايا التواصلية قد أمكن توليها تلقائياً [73] وذلك ما مكن«القرد الأعلى العاقل» في الآخر من التحول إلى صيغة افتراضية أكثر كفاءةً. (هومو Homo هو جنس القردة العليا التي ترى بعض النظريات أن الإنسان المسمى ب«القرد الأعلى العاقل» Homo sapiens ينتمي إليها).

وبما أن السمات الصوتية المتمايزة (التغيرات الصوتية) تعتبر مثالية لهذا الغرض إلا أنه فقط في هذه المرحلة وعندما لم تعد هناك حاجة مقنعة جوهريا للغة الجسد للتعبير عن كل رسالة ظهر التحول الحاسم من الإيماءات الجسدية إلى اعتمادنا الحالي على اللغة المحكية بشكل أساسي.
بالطبع ما زال البشر يستخدمون حركات اليد والوجه عندما يتحدثون، وخصوصا عندما يجتمع الناس الذين ليس لديهم لغة مشتركة مع بعضهم البعض وهناك أيضاً بلا شك عدد كبير من لغات الإشارة لا تزال قيد الاستخدام، ويرتبط ذلك عادة مع مجتمعات الصم، لكن من المهم أن نلاحظ أن لغات الإشارة هذه متساوية في التعقيد والتطور والقوة التعبيرية مع أية لغة محكية شفهياً حيث أن الوظائف المعرفية متشابهة وأجزاء المستخدمة للتواصل متشابهة، والفرق الرئيسي هو أن «الوحدات الصوتية» يتم إنتاجها في خارج الجسم باشتراك اليدين والجسم وتعبيرات الوجه، وليس داخل الجسم باشتراك اللسان والأسنان والشفتين والتنفس.
منتقدي هذه النظرية الإيمائية يشيرون إلى أنه من الصعب أن توضح هذه النظرية أسباباً مقنعة لعملية التخلي عن الحالة الأولية القائمة على الاتصالات الصوتية (التي وجدت عند القردة العليا) لصالح اتصالات أقل فعالية بكثير وهي الاتصالات الإيمائية. التحديات الأخرى التي تواجه هذه النظرية تم عرضها بواسطة باحثين في مجال علم اللغة النفسي بمن فيهم ديفيد ماكنيل David McNeill

### أعصاب المرآةوأصل اللغة
أفادت العديد من دراسات التصوير بالرنين المغناطيسي عن وجود تشابه في نظام مرآة الخلاية العصبية للقرد الموجودة في اللحاء الأمامي في الدماغ على مقربة من منطقة بروكا التي بقترض بها كمكان اللغة في الدماغ مما أدى إلى فكرة تطوير نظام التفاهم في اللغة البشرية والتي يتم تنفيذها من خلال الخلايا العصبية المرآة. فإن لهذه الخلايا القدرة على توفير آلية الفهم - التعلم - التقليد -المحاكاة لسلوك الآخرين. تدعم هذه النظرية من قبل بعض المتخصصين في الخلايا خاصة في خلايا القرود العصبية الموجودة في اللحاء الأمامي ومنطقة بروكا في الإنسان المتشابهتين. وهذا أدى إلى افتراض تطور لغة الطفل من خلال قدرته على نطق الكلمات الجديدة وتكرار الخطاب آليا وسريعاً 
وبشكل منفصل في الدماغ لإدراك الكلام. من ناحية أخرى التقليد الصوتي ممكن أن تحدث من دون فهم كما في الكلام المظلل واللفظ الصدوي.
تؤكد ذلك الدراسة الأخيرة التي تم فيها قياس نشاط الدماغ عن طريق اثنين من المشاركين باستخدام الرنين المغناطيسي الوظيفي لهما عندما كانوا يشيرون لبعضهم البعض باستخدام إشارات اليد وذلك من خلال لعبة الحزورات (لعبة «من غير كلام» فن الحركات الإيحائية)، وهي الطريقة التي يعتقد البعض أنها قد تكون نقطة انطلاق نحو تطور لغة البشر، وقد كشف تحليل البيانات باستخدام اختبار جرانجر السببي أن نظام الخلايا العصبية المرآة يعكس نمط النشاط في الجهاز الحركي المرسل وهذا في الواقع ينشئ مفهوم الكلمات المترابطة من الدماغ للآخر باستخدام نظام مرآة الخلايا العصبية.
يجب أن يكون ملحوظاً بأن الخلايا العصبية المرآة يبدو غير كافي بحد ذاته للعب أي دور في بناء جملة، نظراً إلى أن تعريف ملكية لغة البشرية التي أنجزت في الهيكل الهرمي الإستئنافي وسويت بالأرض في تسلسل خطي من الصوتيات جاعلاً الهيكل الهرمي لايمكنه الوصول للكشف الحسي.
وفي الواقع يبدو أن نظام الخلايا العصبية هذا غير كاف لبناء جملة.

### نظرية التقّعيد
التقعيد عملية مستمرة تاريخيا تطورت فيها الكلمات إلى تركيبات متناسقة نحويا، وأصبحت التركيبات بدورها أكثر تخصصًا. وبدايةً استخدام «غير صحيح» أصبح مقبولا، فأدى إلى نتائج غير متوقعة ذات أثر طويل المدى. ومن المفارقات أن الناس اتخذوا القواعد النحوية في أحاديثهم ليس لتجميلها إنما لتصبح مفهومة. وفقا لهذه المدرسة الفكرية فإن كان هذا المقصد من استخدام القواعد النحوية اليوم فهذا يمكننا جدلا من أن نستنج أساسيات العمل بين أسلافنا عندما تم اختراع قواعد النحو.
حتى يمكن إعادة تصور النقلة التطورية من اللغة البدائية إلى اللغات ذات القواعد النحوية المعقدة نحن بحاجة إلى معرفة أي سلسة الافتراضات صحيحية، وأيها ليس بذلك. ومن أجل عملية نقل الأفكار المجردة يلجأ المتكلمون أولًا إلى استعادة صور محددة يمكن التعرف عليها على الفور، وعادة تنتشر الاستعارات المجازية متجذرة بالتجارب الجسدية المشتركة، لذلك كان لا بد من إعادة تصور اللغة بشكل ملموس. فعلى سبيل المثال استعمال المصطلحات الملموسة مثل «البطن» أو «الظهر» للدلالة على المعاني المجردة مثل «داخل» أو «وراء» فالممائلة المجازية تمثل أنماطا زمنية على غرار الأنماط المكانية ، لهذا يقال في اللغة الإنجليزية: «أنا سوف أذهب إلى لندن» ككناية على «إنها سوف تمطر» وبإمكاننا اختصارها إلى «إنها ستمطر» لكننا لا نقول: «أنا سلندن» حيث يقتصر الاختصار على تصريف زمني محدد. ومن هذه الأمثلة يمكننا أن نرى أن القواعد النحوية ذات اتجاه واحد يتدرج فيها من المعنى الملموس إلى المجرد وليس العكس.
أصحاب النظرية التقعيدية (Grammaticalisation Theorists) يصفون اللغة الأولية بكونها بسيطة، وربما تألفت من أسماء فقط. حتى في ظل هذا الأفتراض النظريات النظري المحض من الصعب تخيل ما الذي منع الناس في الواقع من استخدام الأسماء كأفعل، أو العكس حسب الحال، وبغض النظر عن التفاصيل النحوية التي يفترضها علماء اللغويات، فمن المؤكد أن الناس استخدموا في الواقع الأسماء كأفعال والأفعال كأسماء كلما دعت الحاجة لذلك. باختصار بينما فرضية اللغة القائمة على الأسماء فقط (noun-only language) قد تبدو محتملة نظريا فإن النظرية النحوية تشير إلى أنه لا يمكن أنها استمرت ثابتة بهذا الوضع لأي فترة زمنية.
الابتكار هو ما يقود التغييرات اللغوية. هذا الأمر يفترض مسبقا سلوكا معينا من قبل المستمعين. فعوضا عن معاقبة الانحرافات اللغوية عن الاستخدامات المقبولة في اللغة. على المستمعين أن يعطوا الأولوية لقراءة الأفكار بشكل ابتكاري (imaginative mind-reading). علينا ألا نسلم جدلا بذلك المنظور المعرفي. الابتكار التخيلي- مثال أن يصدر سعدان الفرفتإنذارا بوجود فهد مفترس (leopard alarm) دون وجود أي فهود في المنطقة- ليس بالسلوك الذي تقدره تلك القرود أو تكافأ عليه. الابتكار والموثوقية مطلبين غير متوافقين بالنسبة للثدييات الأولية المكيافيلية(Machiavellian primate) كما هو الحال بالنسبة لبقية الحيوانات بشكل عام، الأهم هو أن تظهر الموثوقية . إذا تمكن البشر من التخلص من تلك القيود فإنه بسبب أن المستمع عادة يكون مهتما أساسا بالحالة الذهنية للمتكلم.
إن التركيز على الحالة الذهنية للمتكلم يعني أن تتقبل المجازات -سكان الخيال (inhabitants of the imagination)- كمصدر محتمل للمعلومات وجذب الاهتمام. لنأخذ الاستعارة اللفظية كمثال على ذلك، الاستعارة إذا فهمت حرفيا فهي تعبير خاطئ. انظر إلى تعبير روميو: «جولييت هي الشمس!». جولييت امرأة وليست كرة من الغازات المشتعلة في السماء، لكن المستمعون من البشر ليسوا «في أغلب الأحيان» مصرين على الدقة الحرفية للعبارات، بل يريدون أن يعرفوا ما يدور بذهن المتحدث. القواعد النحوية تعتمد أساسا على الاستعارات اللفظية، أن تحظر استخدام الاستعارة يعني أن توقف التطور النحوي، وبنفس المنوال فسوف تستبعد كل احتمالات التعبير عن الفكرة المجردة.
الانتقاد الموجة لكل الذي سبق هو أنه بينما النظرية النحوية ربما تقدم تفسيرا لتغير اللغة على مر العصور، إلا أنها لا تناقش بشكل مُرضي التحدي الأصعب -و هو تفسير التحول الأولي للغة التواصل البدائي إلى اللغة التي نعرفها حديثا. عوضا عن ذلك تفترض النظرية أن اللغة كانت موجودة سلفا. وكما يقر كلا من بيرند هايند (Bernd Heine) وتانيا كوتيفا (Tania Kuteva) أن : «التطور النحوي (النحوية) تستلزم وجود نظام لغوي مستخدم بشكل دائم ومتكرر من خلال مجتمع من المتحدثين، ويتم تمريره من مجموعة متحدثين إلى أخرى». وبالطبع فإن هذا الظروف غير متواجدة خارج إطار مجتمعات البشر الحديثة.

### نظرية الاستئناس الذاتي للقرد
وفقا لدراسة في البحث عن الاختلاف بين أغنية طائر من فصيلة مونيا أبيض الردف ونظيره المستأنس من فصيلةشرشور بنغالي، لوحظ أن مونيا البري يستخدم تسلسل أغنية نمطية للغاية، في حين أن الشرشورالمستأنس يغني أغنية غير مقيدة إلى حد كبير. في العصافير البرية، بناء تركيب الأغنية يخضع لتفضيل الإناث - الانتقاء الجنسي - وتبقى ثابتة نسبيا ومع ذلك، في الشرشور الاختيار الطبيعي استٌبدِل بالتربية وفي هذه الحالة يعتمد على الاختيار على الريش الملون.وبالتالي فإنه يتخلص من ضغوط الاختيار، مما يسمح له بالانحراف عن نمطية تركيب الأغنية.ويتم
استبداله بحدود 1000 من الأجيال من خلال سلسلة متغيره ومدروسة . علاوة على ذلك العصافير البرية غير قادرة على تعلم تسلسل أغنية مختلفة التركيب من عصافير أخرى. في مجال الصوتيات عند الطيور عقولهم بالفطرة قادرة على إنتاج أغنية واحده بسيطة، لأن المسارات العصبية لديها بسيطة جدا: الدماغ الأمامي robust nucleus of arcopallium يدعى (RA)، يرتبط بالمخرجات الصوتية من الدماغ المتوسط والذي بدوره يوصل إلى نواة الدماغ المحرك .على النقيض من ذلك في الأدمغة القادرة على تعلم الأغاني، خيث يتلقى RA لديها مساهمات من العديد من مناطق الدماغ الأمامي الإضافية بما فيها تلك المناطق المعنية بالتعلم والخبرة الاجتماعية. أصبحت السيطرة على أغنية الجيل قليلة التقييد وكثيرة التوزيع ومرنه أكثر.
بالمقارنة مع الفصائل الأخرى التي نظام الاتصالات لديها يقتصر على ذخيرة من الموجات والمكالمات النمطية للغاية ، فإن الأصوات المحددة سلفا لدى البشر ا قليلة جدا كالضحك والبكاء. على كل حال يبقى إنشاء هذه الأصوات الفطرية المتبقية ناتج من الممرات العصبية الفطرية المقيدة، في حين أن اللغة يتم إنشاؤها من خلال نظام توزيع محتوي على العديد من مناطق الدماغ البشري.
من أبرز سمات اللغة هو أنه في حين أن الكفاءة اللغوية تكون موروثه فإن اللغة نفسها تنتقل عن طريق الثقافة وأيضا التفاهم ينتقل عن طريق الثقافة ، مثل الطرق التكنولوجية للقيام بالأمور التي صيغت على أساس تفسيرات اللغة.
بينما أنه من الجائز أن يتوقع الشخص ثورة متينة مزدوجة المسار بين كفاءة وثقافة اللغة. الإنسان البدائي استطاع الثورة على الأولى- كفاءة اللغة- والأشكال الأولية من اللغات قادرة على الوصول لفهم الثقافات المنقولة من اللغات البدائية التي يمكن للعقول تعلمها بسهولة والتي من المحتمل نقلها، لذلك منح الفوائد تحدث.
بينما الإنسان البدائي مشترك بلا شك ولا يزال فيما يسمى بناء الموطن التي تسهل التعرف على مفاتيح فهم الثقافات للبقاء والمرور والتغيرات الثورية التي ترفع نسبة التفاؤل للانتشار في هذه المواضع.
الضغوطات المعمول بها المختارة لتحمل الغرائز المهمة للبقاء في المواضع السابقة من المتوقع أن تكون يسيرة بحكم أن الإنسان أصبح أكثر اعتمادا على نفسه بشكل متزايد منتجا هذه المواضع الثقافية، بينما الابتكارات التي سهلت من التأقلم الثقافي؛ في هذه الحالة يتوقع أن الابتكارات المتعلقة باللغات أن تنشر.
إحدى الطرق لتأمل مفهوم نشوء الإنسان هي أننا قرود أليفة ذاتية. كالاستئناس الثقافي لديه اختيارات بما يتعلق بالجوانب السلوكية الرئيسة فينا سامحة للطرق القديمة لفساد الأخلاق وإعادة التكوين.
الأدمغة في الحيوانات الثديية والتي تعتبر غامضة بشكل كبير من ناحية تطورها تتشكل عن طريق التفاعلات العصبية للانتقال للتفاعلات الأخرى جاعلة من طرق العبور المتدهورة تجد فرص جديدة نقاط الوصول المتشابكة. مثل هذه الناقلات الدماغية المتمايزة في الدماغ أدت إلى التعقيد في لغة البشر. ولجعلها أكثر بساطة، هذه الاختلافات ممكن أن تحدث في إطارات زمنية متسارعة.

## التواصل والخطاب واللغة
انظر أيضا: تواصل الحيوان، ولغة الحيوان:
هناك خط فاصل بين الخطاب واللغة. فاللغة ليست بالضرورة ملفوظة، فقد تكون مكتوبة أو بالإشارة. أما الخطاب فهو واحد من عدة طرق لترميز ونقل معلومات لغوية، ويقال أنه الأكثر طبيعية. يرى بعض المثقفين أن اللغة يمكن تنميتها بالمعرفة في البداية، و'تخريجه' ليخدم أغراض التواصل التي قد تأتي في التطور البشري لاحقاً. فبالنسبة لإحدى المدارس الفكرية فإن المميز الرئيس للغة الإنسانية هو التكرار -بمعنى إعادة ترسيخ عبارات داخل عبارات أخرى. لكن هناك علماء آخرين مثل دانييل إيفرت (Daniel Everett) ينكر أن صفة التكرارية عالمية فمثلاً لغات معينة كالـ بيراها (Piraha) تفتقر لهذه الصفة.
القدرة على طرح الأسئلة يعتبره البعض أنها ميزة لغوية يتميز بها الإنسان عن باقي الكائنات. حيث أثبتت بعض القردة المأسورة (خاصة البابون والشامبانزي) بعد تعلمها بدائياً كيفية التواصل مع مدربيهم البشر بالإشارة، وأثبتت قدرتها على الاستجابة على أسئلة وطلبات مدربيهم المعقدة بشكل صحيح. لكنها فشلت في طرح أبسط الأسئلة والطلبات. على عكس الأطفال فهم قادرون على طرح الأسئلة وتوجيه الطلبات من خلال رفع أو خفض نبرة الصوت في أول فترات تعلمهم النطق (أو ما نسميه البربرة) حتى قبل تعلمهم علوم النحو. فبالرغم من اختلاف الثقافات حول العالم، فإن كل اللغات بدون أي استثناء -نغمية، أو غير نغمية، أو معلمة- تستخدم أسلوب رفع أو خفض الصوت لأسلوب سؤال إجابته بالإيجاب أو السلب. وهذا دليل قوي أن أسلوب رفع وخفض الصوت لطرح الأسئلة أسلوب عالمي.

## التنمية المعرفية واللغة
واحدة من قدرات مستخدمي اللغة أنهم هم مراجعة عالية فيها، أو القدرة على الإشارة للأشياء أو الأوضاع رغم أنها ليست موضوع مباشر للمتحدث .هذه القدرة غالباً ما تكون متعلقة بنظرية العقل أو وعي بالآخر كما يكون في النفس مع ما يريده الشخص وينويه، ووفقاً لكومسكي (Chomsky) هاوسر (Hauser) وفيتش (Fitch) (2002) بأنه يوجد ستة جوانب رئيسية لنظام المراجعة العالية :
1. نظرية العقل .
2. لقدرة على كسب تمثيل مفاهيم لا لغوية مثل غرض أو نوع الاختلاف .
3. الإشارات الصوتية المرجعية .
4. المحاكاة لمثل نظام منطقي ومقصود .
5. السيطرة الإدارية على الإنتاج إشارة كدليل على التواصل المتعمد .
6. تمثيل الرقم .

### نظرية العقل
يقول سايمون بارون كوهنSimon Baron-Cohen(1999) أن نظرية العقل لابد وأن تكون قد سبقت استخدام اللغة، استنادًا على أدلة لاستخدام الخصائص التالية منذ ما يصل إلى 40,000 سنه مضت : الاتصال المتعمد ، إصلاح فشل الاتصال ، التدريس ، الإقناع المتعمد ، الخداع المتعمد ، بناء الخطط والأهداف المشتركة ، المشاركة المقصودة للمواضيع والتركيز ، والتظاهر. علاوة على ذلك، قال بارون كوهن أن العديد من القرود أظهرت بعض هذه القدرات وليس كلها. يؤيد البحث الذي قام به كلاً من كول وتوماسيلو على الشمبانزي ، والذي ينص على أن فرد الشمبانزي قادر على فهم أن أفراد الشمبانزي الأخرى لديها وعي ومعرفة ونية، ولكن لا يستطيع استيعاب المعتقدات الخاطئة. أظهرت العديد من القرود بعض التوجه والميل نحو نظرية العقل، ولكنه ليس توجهًا كاملاً كالذي عند البشر. وفي نهاية المطاف، يوجد بعض التوافق في الآراء في هذا الحقل حول أهمية نظرية العقل لاستخدام اللغة. لذلك، التطوير الكامل لنظرية العقل لدى البشر كان تمهيدا ضروريا للاستخدام الكامل للغة.

### تمثيل العدد
في دراسة محددة واحدة، كان مطلوبا من الفئران والحمام أن يضغطوا على الزر لعدد معين من المرات حتى يحصلوا على الطعام. أظهرت الحيوانات تمييزًا دقيقًا للأرقام التي كانت أقل من أربعة. ولكن كلما زادت الأرقام، زاد معدل الخطأ (تشومسكيChomsky، هاوزر Hauser، فيتشFitch 2002). حاول ماتسوزاواMatsuzawa (1985) تعليم القرود الأرقام العربية. وكان الفرق بين القرود والبشر في هذا المجال كبيرًا جدًا. استغرق الشمبانزي آلاف المحاولات ليتعلم الأرقام من 1 -9 كل رقم كان يأخذ نفس الوقت للتدريب على تعلمه. بعد فهم معنى الرقم 1 و2 و3 وأحيانا 4 يستطيع الأطفال استيعاب قيمة الأعداد الأكبر منها وذلك باستخدام دالة الخلف (أي أن 2 أكبر بواحد من 1 , 3 أكبر بواحد من 2 , 4 أكبر بواحد من 3) وعندما يصلوا إلى 4 معظم الأطفال يتوصلون إلى فهم أن القيمة لأي عدد صحيح مُعطى هي أكبر بواحد من العدد الذي يسبقه. ببساطة، تتعلم القرود الأرقام واحد تلو الآخر تماما مثل تعاملهم مع الرموز الأخرى بينما يتعلم الأطفال أولا قائمة من الرموز العشوائية وفي وقت لاحق يتعلمون معناها الدقيق. وهذه النتائج يمكن أن تُرى كدليل لتطبيق «الملكية اللانهائية والمُنتجة» للغة في فهم البشر للأرقام 

## هياكل لغوية

### مبدأ المعجم الصوتي
جاء في «هوكيت» 1966 قائمة تفصيلية بالمميزات التي تعتبر أساسية لوصف اللغة البشرية. في هذا المجال هناك ميزتان تعتبران من الأكثر أهمية في القائمة السابقة،
- الإنتاجية: المتحدثين من البشر يمكنهم إنشاء وفهم جمل جديدة.

- تصاغ هذه الجمل عن طريق مزج أو تحويل جمل قديمة كانت مستخدمه سابقا.
- إذا كانت التعابير جديدة أو قديمه، ففي كلتا الحالتين يمكن إضافتها إلى سياق الحديث للدلالة على الظروف المراد شرحها، ويمكن لأي لغة من اللغات أن تأتي بتعابير جديدة إلى الوجود.
- ثنائية (الزخرفة): يوجد كم هائل من الجمل المعبرة مستوحاة من أخرى ليست ذات معنى ولكن باستخدام كلمات مختلفة

ويتألف النظام الصوتي للغة ما من مجموعه محدودة من العناصر الصوتية البسيطة، وفقا لقواعد نطقية محدده من لغة معينة، ويمكن إعادة جمع وتوصيل هذه العناصر، مما أدى إلى ازدهار علم التشكل والمعاجم المفتوحة العضوية، وتعتبر البساطة من مفاتيح أي لغة، فإن مجموعة من العناصر الصوتية المحدودة تؤدي إلى اللانهائية المعجمية حيث تقوم قواعد النظام بتحديد شكل كل عنصر منها، ويرتبط ارتباطا وثيقا مع معنى النموذج. إذًا بناء الجملة الصوتية هو مزيج بسيط من الوحدات الصوتية الموجودة مسبقا. يعد بناء الجملة المعجمية سمة أخرى من سمات اللغة البشرية، تتجمع فيها الوحدات الموجودة مسبقا التي تم ذكرها سابقا، مما يؤدي إلى رواية لغوية أو عناصر معجمية متميزة. يعرف أن هناك عناصر معينة من مبادئ المعجمية الصوتية ظهرت إلى الوجود خارج دائرة البشر. بينما تم توثيق ظهور تقريباً كل ما تبقى من هذه العناصر في العالم الطبيعي.يعرض كل من تغريد العصافير، موار الحيتان وغناء القردة بناء جملة عرض صوتية بطريقة ما، لهذا تم جمع عينات من هذه العينات الصوتية ووضعها في هياكل أكبر وتحليلها لدعم هذه الرواية. هناك أنواع معينة من المخلوقات لديها أنظمتها الصوتية الخاصة مع وحدات خاصة بها. مع ذلك فإن على النقيض من النظم البشرية، فإن الوحدات الرئيسة في عالمنا غالباً ما كانت تتحدث في عزلة تامة وهذا ما يناقض مبدأ بناء الجملة الصوتية. يوجد أدلة جديدة على أن قردة كامبيل يمكنها بناء جمل معجمية خاصة بها، فقد تم إجراء الكثير من التجارب والاختبارات على الحيوانات في ظروف مختلفة ولكنه إلى الآن لم يتم تأكيد أن هذه الأصوات معجمية أم هي ظاهرة شكلية ليس إلا.

### الغات بدجنية واللغات الكريولية
بيدجين عبارة عن لغة مبسطة إلى حد كبير مع قواعد نحوية بدائية ومفردات محدودة فقط، في مراحلها المبكرة كانت هذه اللغة تتكون أساسا من الأسماء، الأفعال والصفات مع قليل من المواد وحتى أنها معدومة نسبيا، حروف الجر، أدوات العطف أو الأفعال المساعدة، فلا يوجد ترتيب نحوي للكلمات أو حتى كلمات معطوفة.
إذا تم الاتصال بين مجموعه معينة بواسطة بيدجين لفترة طويلة من الزمن، قد تتطور وتصبحا معقده جداً على مدى أجيال متعددة. لو اعتبرنا إن لغة بيدجين هي اللغة المعتمدة لجيل ما فإنها سوف تتطور وتتحول إلى لغة كريول، التي بدورها ستصبح لغة ثابتة وأكثر تعقيدا، بالإضافة إلى علم الأصوات الثابتة، وبناء الجمل، المورفولوجيا والتضمين النحوي. بناء الجمل والمورفولوجيا لهذه اللغات والابتكارات المحلية غالبا ما تكون مستوحاة من أي من اللغات الأم.
عرض كثير من الدراسات حول العالم للغة الكريول أوجه التشابه في عديد من النقاط مع لغة بيدجين التي يتعامل بها جيل واحد على فترة زمنية. تظهر أوجه التشابه هذه حتى إذا لم تكن هذه اللغة تتشارك مع أي جزئية من جزئيات أصول اللغات، وبالرغم أيضا من عزلتها عن أي من اللغات الأخرى. وتشمل أوجه التشابه النحوية في ترتيب الكلمات على النحو التالي الصفة-الفعل-مفعول به. عندما يتم اشتقاق الجمل من لغة الكريول غالبا ما يتم وضع الكلمات في ترتيب صفة-فاعل-مفعول به. لهذا فإن هذه اللغة محدودة الموارد ولكن غير محدودة بالزمن وقواعدها الحركية مماثلة لهياكل العبارة حتى إن خالفتها في ذلك اللغات الأم 

## التسلسل التطوري

### تواصلالرئيسيات
من الممكن لعلماء الرئيسيات أن يعطونا رؤية واضحة لعملية التواصل بين القردة في الغابات. النتيجة الرئيسية من خلال الدراسات على الرئيسيات غير البشرية ومن ضمنها القردة العليا الأخرى، أن الرئيسيات تنتج صيحات متدرجة ، على عكس المتمايزة بشكل قاطع ، إذ يسعى المستمعون إلى تقييم التدرجات الدقيقة في الحالات العاطفية والجسدية للإشارات. يبدو أن القرود غير البشرية تجد صعوبة بالغة في إنتاج أصوات في غياب الحالات العاطفية المقابلة. في الحبس، عُلِّمت القرود شكلاً بدائياً للغة الإشارة أو أنهم حفِّزوا لاستخدام رموز لأشكال ليست رسوميه تتماشى مع تطابق الكلمات — في لوحة مفاتيح الحاسوب. بعض القردة، مثل القرد كانزي (Kanzi) وهم من قرود البونوبو كان قادرا على تعلم واستخدام مئات من الرموز.
منطقتا بروكا وفيرنيك في الدماغ مسئولتا عن التحكم في عضلات الوجه واللسان والفم، والحنجرة، كما أنهما مسئولتين عن تمييز الأصوات أيضاً. الرئيسيات معروفة بأنها تحدث نداءات صوتية، وهذه النداءات تُولَّد من خلال دائرة في جذع الدماغ والجهاز الحوفي. مع ذلك في الدماغ الحديث (الجديد) المتفحص للكلام، أثبتت القرود من نوع الشمبانزي أنهم يستخدمون منطقة بروكا للتحدث فيما بينهم وهناك دليل على أن القرود تسمع بعضها من خلال استخدام هذه المنطقة من الدماغ، تماماً كالتي عند بني البشر.
في الغابة التواصل بين القرود من نوع سعدان الفرفت تعتبر من أكثر الدراسات واسعة النطاق. فهي معروفة بأنها تستطيع استخدام عشرة أنواع مختلفة من الصيحات. عدة أنواع تستخدم لتحذير أفراد القبيلة من وجود حيوانات مفترسة بالقرب. يتضمن ذلك «صيحة الفهد» و«صيحة الثعبان» و«صيحة الصقر». كل صيحة تؤدي إلى إستراتيجية دفاعية مختلفة للقرود التي تسمعه، والعلماء صار بإمكانهم تحديد ردة الفعل القرود باستخدام مكبرات الصوت العالية والأصوات المسجلة مسبقاً. من الممكن أن تستخدم أصوات أخرى للتحديد: إذا أتى النداء من قرد رضيع فإن أمه تلتف إلى جهة الصوت، أما بقية الأمهات من الفرفت يتوجهون بالانتباه لأم ذلك الرضيع لرؤية ما الذي ستفعله. وبالمثل ، أثبت الباحثون أن الشمبانزي (في الأسر) يستخدم «كلمات» مختلفة في إشارة إلى الأطعمة المختلفة. سجلوا أصواتًا اصدرتها الشمبانزي كإشارة ، على سبيل المثال ، إلى العنب ، ثم أشار الشمبانزي الآخر إلى صور العنب عندما سمعوا الصوت المسجل

### الأرديبيتيكوس
تشير دراسة نشرت في مجلة HOMO في عام 2017 إلى أن أرديبيتيكوس راميد، وهو من أشباه البشر يرجع تاريخه إلى حوالي 4.5 مليون سنة ، يُظهر أول دليل على تحول تشريحي في سلالة أشباه البشر يشير إلى زيادة القدرة الصوتية. قارنت هذه الدراسة جمجمة أرديبيتيكوس راميد مع تسعة وعشرون جمجمة من الشمبانزي من مختلف الأعمار ووجدت أن العديد من السمات أرديبيتيكوس راميد تتقارب مع قياسات جماجم الرضع والأحداث على عكس مقاييس البالغين. وافترض أن مثل هذا التقارب مع أبعاد الشكل لهندسة جمجمة الشمبانزي الرضع والأحداث قد أدى إلى قدرة صوتية أكبر. استند هذا التأكيد على فكرة أن نِسب قياسات المسالك الصوتية الشمبانزي التي تمنع الكلام هي نتيجة لعوامل النمو المرتبطة بالبلوغ - عوامل النمو غير موجودة في تطور الجنين أرديبيتيكوس راميد. كما وجد أن أرديبيتيكوس راميد لديهم درجة من قعس العنق أكثر ملاءمة للتشكيل الصوتي عند مقارنته مع الشمبانزي وكذلك بنية القاعدة القحفية التي تشير إلى زيادة القدرة الصوتية. ما كان مهمًا في هذه الدراسة هو ملاحظة أن التغيرات في بنية الجمجمة التي ترتبط بانخفاض العدوان هي نفس التغييرات الضرورية لتطور القدرة الصوتية لأشباه البشر المبكرين. في دمج البيانات حول الارتباطات التشريحية للتزاوج الرئيسيات والأنظمة الاجتماعية مع دراسات بنية الجمجمة والمسالك الصوتية التي تسهل إنتاج الكلام ، يجادل المؤلفون بأن الباليوانثروبولوجيون حتى الآن فشلوا في فهم العلاقة المهمة بين التطور الاجتماعي المبكر لأشباه البشر والقدرة اللغوية.
فيما يختص بالنطق، هنالك الكثير من التكهنات المأخوذة في الاعتبار بخصوص القدرات اللغوية للإنسان الأولي (قبل 2.5 إلى 0.8 مليون سنة). يعتقد بعض الباحثون أن سمات ثنائيات الحركة التي تطورت في جنس الاسترالوبيتكس قبل حوالي 3.5 مليون عام قد غيرت التكوين التشريحي للجمجمة، مما سمح للقنوات الصوتية باتخاذ شكل اقرب إلى حرف L. شكل القناة الصوتية وتواجد الحنجرة في موقع منخفض في العنق متطلبين مهمين لإصدار الأصوات، وخاصة حروف العلة اللينة. هناك باحثون آخرون يعتقدون بأنه بالنظر إلى مكان تواجد الحنجرة في الإنسان القديم فإنه حتى الإنسان النياندرتالي لم يمتلك التركيب التشريحي المناسب لإصدار المجموعة الكاملة للأصوات البشرية التي يصدرها الإنسان الحديث  لا تزال هنالك بعض الآراء التي ترى أن انخفاض موقع الحنجرة ليس له صلة بتطور القدرة على الكلام وإصدار الأصوات 
مصطلح (اللغة البدائية) كما يعرفه عالم اللغويات ديريك بيكرتون Derek Bickerton هو عبارة عن وسيلة تواصل بدائية تفتقر إلى:
- نظام تركيب جمل متكامل.
- صيغ أفعال زمنية، أفعال مساعدة، مظهر الخ..
- فئة مفردات مغلقة (لا يمكن إضافة كلمات جديدة لهذه الفئة)

وهو ما يجعلها من ناحية التطور اللغوي في مكان ما بين لغة القردة العليا واللغة الكاملة التطور للإنسان الحديث. عام 2009 ربط بيكرتون نشأة اللغة البدائية ببدايات ظهور الإنسان البدائي (الهومو)، وعزا ذلك إلى ضغوط التكيف السلوكي التي واجهت الإنسان الماهر ضد التغيرات البيئية الناتجة عن تأثير القمام Scavenger؟ 
الصفات التشريحية مثل القنوات الصوتية ذات الشكل L لم تظهر بشكل مفاجئ وإنما كانت في حالة تطور مستمر. لذا فانه من الأرجح أنه خلال العصر البليستوسيني القديم فإن الإنسان الماهر والإنسان المنتصب كان لديهم شكل ما من أشكال التواصل ما يصنف كمرحلة متوسطة بين ما يستخدمه البشر حاليا وما استخدمته الرئيسيات الأولية سابقا 

### الإنسان المعاصر البدائي
اقترح ستيفن ميثن (Steven Mithen) مصطلح هممممم (Hmmmmm) لأجل النظام ما قبل اللغوي للاتصال المستخدم من قبل الإنسان البدائي ، بداية مع إنسان عامل وبلوغ أعلى التطور في العصر الحديث مع إنسان هايدلبيرغ وإنساننياندرتال.
هممممم (Hmmmmm) هي لفظ كلي (غير إنشائي) ويدوي (العبارات هي أوامر واقتراحات وليست عبارات وصفية) ومتعددة الأشكال (سمعي صوتي وإيمائي ومقلد) وموسيقي .

### إنسان هايدلبيرغ
كان قريب من إنسان عامل (Homo ergaster) (على الأرجح من سلالة المهاجرة)؛ يعتقد أن إنسان عامل أن يكون الهوميند (Hominids) [يطلق على الاسم الجامع لأصناف القرود والذي يضم: الشمبانزي والبابون، الغوريلات، البشر، وإنسان الغاب] الذي نطق  وأنه قبل إنسان هايدلبيرغ وضعت ثقافة أكثر تطوراً من هذه النقطة وربما تطورت بشكل مبكر من لغة رمزية .

### إنساننياندرتال
الاكتشاف لعظام اللامي للإنسان البدائي عام 2007 أشارت أنه قد كان للبشر البدائيون القدرة على إنتاج أصوات مماثلة لأصوات البشر الحديثين. العصب تحت اللسان الذي يمر بالقناة - التي تحت اللسان-، ويتحكم بحركات اللسان، ويُقًا لُ أن حجمه يعكس القدرة على الكلام. كان لدى الهوميند (Hominids) [يطلق على الاسم الجامع لأصناف القرود والذي يضم: الشمبانزي والبابون، الغوريلات، البشر، وإنسان الغاب] – الذين عاشوا سابقًا قبل أكثر من 300,000 سنة- قنوات تحت اللسان أقرب إلى تلك التي لدى الشمبانزي من البشر.
ومع ذلك، على الرغم من أن البشر البدائيون قد اكتسبوا القدرة على الكلام تشريحيًا، شكّك ريتشارد جي. كلاين (Richard G. Klein) في عام 2004 من أنها كانت تمتلك لغة حديثة كاملة. حيث اعتمد بشكل كبير على شكوكه في السجل الأحفوري القديم للبشر وعدة أدوات حجريةاللاتي كانت تستخدم قديمًا. لـ مليوني سنة إثر ظهور الإنسان الماهر، تكنولوجيا المعدات الحجرية للهوميند (Hominids) تغيرت قليلاً. عمل كلاين بشكل متوسع على المعدات الحجرية، واصفًا معدات الحجر الخام للبشر البدائيين باستحالة تصنيفها لفئات استنادًا لوظائفها، والتقارير التي يبدو فيها البشر البدائيين مهتمين قليلاً بالشكل النهائي لمعداتهم. يقول كلاين أن دماغ الإنسان البدائي لم يصل بعد إلى ذلك المستوى من التعقيد المطلوب للكلام الحديث. حتى لو كان الجزء المادي للجهاز متطوراً بشكل جيد. مسألة مستوى التطور الحضاري والتكنولوجي للإنسان البدائي لا تزال مثيرة للجدل.

### الإنسان العاقل
اطّلع أيضا على : البشر الحديثين تشريحياً والحداثة السلوكية:
أول ظهور للبشر الحديثين تشريحيًا في السجل الأحفوري كان منذ 195 ألف سنة في إثيوبيا، فمع أنهم حديثون تشريحيًا إلا أن الأدلة الأثرية الموجودة أظهرت القليل من الدلالات على أن هؤلاء البشر كانوا يتصرفون بطريقة مختلفة عن إنسان هايدلبيرغ الأقدم منهم، فقد احتفظوا بنفس الأدوات الحجرية الأشولينية وكانت طريقة صيدهم أقل فاعلية عمّا كان يفعله البشر الحديثين في العصر الجليدي المتأخر.استغرق الانتقال إلى الثقافة الموستيرية الأكثر تعقيدا قرابة 120 ألف سنة وقد تشارك كل من الإنسان العاقل وإنسان نياندرتال العيش في هذا العصر.
تم تأريخ تطور السلوك كامل الحداثة عند الإنسان العاقل من 70 ألف إلى 50 ألف سنة مضت وهذا التطور لم يشمل إنسان نياندرتال ولا أي نوع آخر مختلف من أنواع الإنسان.
يُعد تطور الأدوات الأكثر تعقيداً ، التي كانت مركبة في أول ظهورها من أكثر من مادة واحدة (مثل العظام أو قرون الغزلان) وموزعة على تصنيفات وظيفية مختلفة (مثل المدية الحجرية المدببة وأدوات النقش وأنصال السكاكين وأدوات الحفر والتثقيب) دليلًا على وجود اللغة المتطورة تماما لأنه يحتم ضرورة تعليم طريقة التصنيع للصغار.
إن أعظم خطوة [مشكوك فيها - مناقشة] في تطور اللغة كانت الانتقال من التواصل بلغة مبسطة بدائية كإنجليزية الهنود إلى لغة الكريول مع الأخذ بكافة قواعد اللغات الحديثة وبنيتها ..
و يعتقد بعض الباحثين أن هذه الخطوة قد تمت ببساطة بسبب حدوث بعض التغييرات الحيوية للدماغ ، كالطفرة مثلًا. وقد تمت الإشارة إلى أن جينًا مثل FOXP2" " يمكنه أن يحدث طفرة تسمح للإنسان بأن يتواصل [مشكوك فيها - مناقشة]. مع أن الدراسات الجينية الحديثة قد أظهرت أن إنسان نياندرتال كان يتشارك مع الإنسان العاقل نفس الجينة" FOXP2". فبناءً على هذا لم تحدث في هذه الخطوة طفرة جينية خاصة بالإنسان العاقل، بل يدل على أن هذا التغيير الجيني قد سبق انفصال إنسان نياندرتال والإنسان العاقل.
ولا زال هناك جدل كبير عمّ إذا كانت اللغة قد تطورت تطورًا تدريجيًا عبر آلاف السنين أم أن هذا التطور قد ظهر فجأةً.
إن منطقتي بروكا وفيرنيك الموجودتين في دماغ الرئيسيات موجودتان أيضا في دماغ الإنسان. فالمنطقة الأولى مسئولة عن العديد من المهام الإدراكية والمعرفية أما الأخيرة فهي مسئولة عن مهارات اللغة . تتحكم نفس المنطقتان التي أجريت عليها أبحاثا في جذع الدماغ والجهاز الجوفي للرئيسيات بالأصوات غير اللفظية (الضحك والبكاء الخ...)، وهذا يشير إلى أن مركز لغة الإنسان هو عبارة عن تحول في النظام العصبي المشترك بين كل الرئيسيات. ويبدو أن هذا التحول والمهارات المتعلقة به من التواصل اللغوي مختصة بالإنسان . وهذا يقودنا إلى أن أعضاء اللغة قد تكونت بعد انفصال نسل الإنسان عن نسل الرئيسيات (الشامبانزي والبونوبوس).
بناءً على نظرية الخروج من أفريقيا التي تقول أنه منذ قرابة 50 ألف سنة غادرت مجموعة من البشر أفريقيا وتابعوا سيرهم للعيش في بقية أرجاء العالم بما في ذلك أستراليا والأمريكيتين التي لم يسكنها أحد قط من الأجناس البشرية القديمة. ويعتقد بعض العلماء أن الإنسان العاقل لم يغادر أفريقيا قبل ذلك لأنه لم يكن قد اكتسب بعد لغة وعلمًا حديثًا فلذلك نجده يفتقر إلى المهارات أو الأرقام التي يحتاجها ليهاجر . إلا أنه بالنظر في حقيقة أن الإنسان المنتصب قد تمكن من مغادرة القارة قبل ذلك بكثير (دون استخدامه الواسع للغة والأدوات المعقدة ولا حتى الحداثة التشريحية) فإن أسباب بقاء البشر الحديثين تشريحيًا في أفريقيا لمدة طويلة لا تزال غير واضحة.

## الروايات الحيوية عن تطور اللغة
لدى جميع الشعوب البشرية لغة وهذا بالطبع يشمل شعوباً مثل الشعب التسماني والاندامانيسي اللذان قد عُزلا عن قارات العالم القديم منذ قرابة 40,000 سنة.
اللغويات ذات التكوّن النشوئي الأحادي هي فرضية تقول أن هناك لغة بدائية واحدة، تسمى أحيانا بلغة الإنسان البدائي، فيها جميع اللغات الصوتية الأخرى التي تتحدثها السلالات البشرية (وهذا لا ينطبق على لغات الإشارة التي تم ابتكارها لتزيد من الاستقلالية بدلا من الاستمرارية.)
تُعد فرضية تعدد أماكن نشأة السلالات البشرية التي تتضمن تلك اللغات الحديثة التي نشأت عن الاستقلالية في جميع القارات، فرضيةً لا يمكن تصديقها عند مؤيديّ فرضية اللغويات ذات التكوين النشوئي الأحادي.

## أسس علمية (حيوية) عن كلام الإنسان
كانت تُعد الحنجرة المنخفضة تركيب فريد في مجرى الصوت وأساسي في تطوير الكلام واللغة ، إلا أنها وُجدت في أجناس أخرى مثل بعض الثدييات المائية والغزلان الكبيرة (مثل الغزال الأحمر) ولوحظ نزولها خلال النطق عند الكلاب والماعز والتماسيح. أما فيما يخص الإنسان، فان الحنجرة المنخفضة تُطيل مجرى الصوت وتزيد من القدرة على تغيير الأصوات البشرية التي يمكن إصدارها. احتج بعض الباحثين على أن وجود الاتصال غير اللفظي عند الإنسان يُعد دليلاً على أن الحنجرة المنخفضة غير ضرورية في تطوير اللغة.
بالإضافة إلى أن الحنجرة المنخفضة ليس لها عمل لغوي إلا أن بإمكانها أن تضخم الحجم الظاهري لحيوان ما (من خلال النطق بصوت منخفض بدلا عن درجة الصوت المتوقع إصدارها). لذا رغم أن وجودها يلعب دورا مهما في التلفظ بالكلام عن طريق زيادة القدرة على تغيير الأصوات البشرية التي يمكن إصدارها إلا أنها قد لا تكون نشأت على وجه التخصيص لهذا الغرض وهذا ما أشار له جيفري ليتمان ، وحسب رأي كلّاً من هاوسر وتشومسكي وفتش يمكن لهذا أن يكون مثالاً على التكيف المسبق.

## التاريخ

### في الدين والأساطير
البحث عن أصل اللغة له تاريخ طويل ومتأصل في الأساطير . معظم الأساطير لا تعتقد بأن الإنسان هو مخترع اللغة ولكنها تعتقد بأنها لغة إلاهية سبقت لغة البشر . استخدمت اللغة للتواصل مع البشر والأرواح مثل لغة الطيور والتي كانت شائعة وخاصة في عصر النهضة .

### التجارب التاريخية
يحوي التاريخ عددا من الحكايات والتي تحكي عن محاولة البشر في اكتشاف أصل اللغة بالتجارب . وأول حكاية قيلت من قبل هيروديت Herodotus حيث أن فرعون إبسماتيك (وعلى الأغلب إبسماتيك الأول، في القرن السابع قبل الميلاد) كان لديه طفلان يربيهما فلاح وأمر بعدم الكلام معهم وأن على الفلاح أن يقوم بتغذيتهما والرعاية ويستمع لهما ليحدد كلماتهم الأولى .وعندما نطق أحد الأطفال بكلمة «بيكوس» وبيديه ممدودتين فإن الفلاح أخبر إبسماتيك بما حدث وبالتحري استنتج إبسماتيك أن الكلمة قد تكون فريجية الأصل حيث أنها تشبه في صوتها كلمة فريجية تعني الخبز . ومن هنا استنتج إبسماتيك أن اللغة الأولى هي اللغة الفريجية.
وقال ملك اسكتلندا جيمس الخامس بأنه حاول هذه التجربة : وأنه من المفترض أن الأولاد سوف يتكلموا بالعبرية . وكذلك فقد جربها فريدريك الثاني وأكبر وقالوا أن الأطفال في هذه التجربة لم يتكلموا .

### تاريخ البحث
في أواخر القرن الثامن العشر وحتى بداية القرن التاسع عشر فإن المدرسة الأوروبية افترضت أن لغات العالم عكست مراحل تطورية متعددة من البدائية وحتى الكلام المتطور ، ونرى أن اللغة الهندو – أوروبية هي الأكثر تطورا بينها .
لم تبدأ اللغويات الحديثة حتى أواخر القرن الثامن عشر وظلت الأطروحات الوثنية والرومانية لجوهان جوتفريد هردرJohann Gottfried Herder وجوهان كريستوف ادلنغJohann Christoph Adelung مؤثرة حتى القرن التاسع عشر . ويبدو أن السؤال عن أصل اللغة لا يمكن الوصول إليه بطريقة منهجية وفي عام 1866 حظر مجمع اللغويات في باريس كل المناقشات عن أصل اللغة معللة ذلك بأنها مسألة لا يمكن حلها .
في القرن التاسع كان هناك نهج منظم ومتزايد لتاريخ اللغويات والتي وصلت ذروتها مع مدرسة (الشباب النحويين the Neogrammarian) لكارل براغمان Karl Brugmann وآخرون .
نشط اهتمام العلماء بالسؤال حول أصل اللغة في خمسينيات القرن التاسع عشر (ومن ثم خبت جذوتها) وذلك بأفكار حول القواعد العالمية والمقارنة واللغة الزمنية (قلوتوكرونولوجي glottochronology.)
«أصل اللغة» كموضوع في حد ذاته ظهر من دراسات في اللغوية العصبية ، اللغوية النفسية وتطور الإنسان . وقدمت المراجع اللغوية «أصل اللغة» كعنوان رئيسي منفصل في عام 1988 لموضوع فرعي من اللغوية النفسية .المعاهد المتخصصة في اللغويات التطورية هي ظاهرة حديثة ونشأت في عام 1990 م .

### نشأة لغة الإشارة في نيكاراغوا
بداية في عام 1979 ، حين بدأت حكومة نيكاراغوا أول مجهود لتعليم الأطفال الصم .ولم يكن هناك مجتمع للصم في الدولة قبل ذلك . ابتدأ المركز المتخصص لتعليم الصم برنامجا شمل 50 طفلا أصماً .وبحلول عام 1983 حوى المركز 400 طالب . لم يحتوِ المركز على مستلزمات تعليم لغة الإشارة والمستخدمة حول العالم وعليه فلم يتم تعليم الأطفال لغة الإشارة . واحتوى البرنامج التعليمي بدلا عن ذلك اللغة الأسبانية المشروحة وقراءة الشفاه وكان استخدام الإشارة من قبل الأساتذة محدودا على التهجئة بالإصبع (استخدام إشارة بسيطة للدلالة على الحرف الهجائي). وقد نجح البرنامج بشكل محدود لصعوبة التقاط التلاميذ لمفهوم الكلمات الأسبانية .
عندما أتى الأطفال الأوائل إلى المركز كانت حصيلتهم اللغوية مجرد إيماءات بسيطة تعلموها من عائلاتهم . وعندما وضع هؤلاء الأطفال مع بعضهم فقد ابتدعوا إشاراتهم الجديدة والخاصة بهم . وكلما زاد عدد المنضمين الصغار كلما زادت هذه اللغة تعقيدا . وكان الأساتذة أنفسهم يواجهون صعوبة في التواصل مع تلاميذهم واكتفوا بالمشاهدة بينما يتواصل الأطفال فيما بينهم .
لاحقا طلبت حكومة نيكاراغوا المساعدة من جودي كيغلJudy Kegl: وهي متخصصة أمريكية في لغة الإشارة في جامعة نورثايسترن (Northeastern University) وفيما قامت كيغل والباحثون بتحليل هذه اللغة فقد لاحظت أن الصغار طوروا اللغة المبسطة للأطفال الأكبر سنا إلى مستوى أعلى من التعقيد من حيث الأفعال وقواعد اللغة